# Matsi
Matsi es un pueblo en Lääneranna, Condado de Pärnu, en el suroeste de Estonia, en la costa del Golfo de Riga. Cuenta con una población de 17 habitantes (1 de enero de 2011).
El luchador Kristjan Palusalu (1908-1987), nació en Varemurru que ahora es parte de Matsi.